# Meyssac
Meyssac is een gemeente in het Franse departement Corrèze (regio Nouvelle-Aquitaine). De plaats maakt deel uit van het arrondissement Brive-la-Gaillarde. Meyssac telde op 1 januari 2022 1.290 inwoners.

## Geografie
De oppervlakte van Meyssac bedroeg op 1 januari 2022 11,56 vierkante kilometer; de bevolkingsdichtheid was toen 111,6 inwoners per km².
De onderstaande kaart toont de ligging van Meyssac met de belangrijkste infrastructuur en aangrenzende gemeenten.

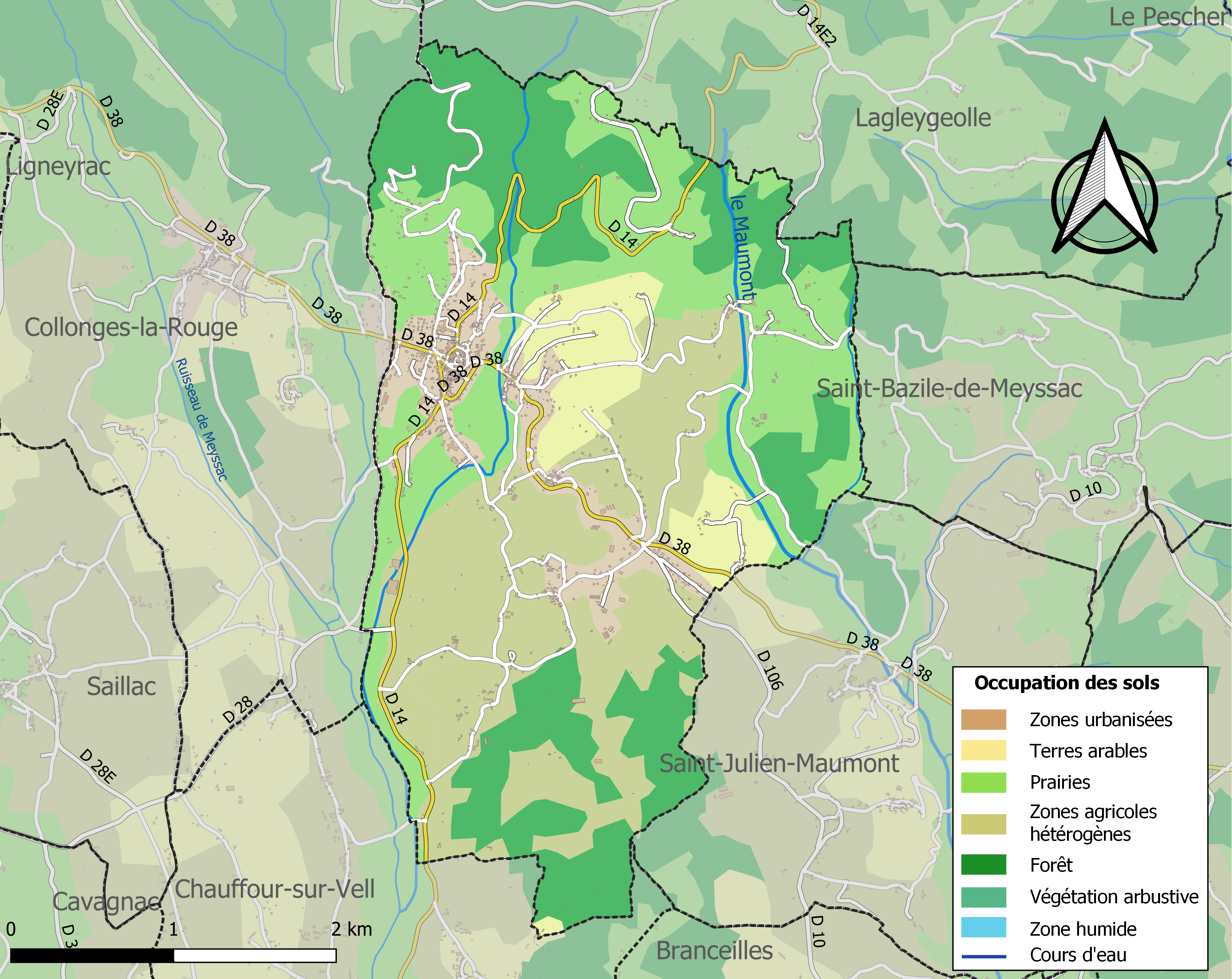

## Demografie
Onderstaande figuur toont het verloop van het inwonertal (bron: INSEE-tellingen).